# Gekko scabridus
Tắc kè Vân Nam (Gekko scabridus) là một loài thằn lằn trong họ Gekkonidae. Loài này được Liu & Zhou mô tả khoa học đầu tiên năm 1982.